# 페트롤레로스 데 미나티틀란
페트롤레로스 데 미나티틀란(미나티틀란 오일러스)은 1983년 창단한 멕시코 미나티틀란의 프로 야구 팀이다. 홈구장은 파르케 18 데 마르소 데이다.

## 야구단 정보
| 투수     | 35 아드리안 번사이드 · 42헥토르 카라스코 · 23 프란치스코 코르도바 · 55 라파엘 크루즈 · 22 호세 도밍구에즈 · 47 라몬 안토니오 가르시아 · 19 헥토르 곤잘레즈 · 63 빅토 헤르난데즈 · 14 호세 자코메 · 17 프란치스코 메데로 · 31 알레한드로 마르티네즈 · 16 후안 헤수스 마르티네즈 · 8 호세 메라즈 · 34 에드가 오스나 · 91 루이스 로드리게스 · 15 라파엘 세르빈 · 40 오마 바즈퀘즈 |
| 포수     | 30 조엘 갈라라가 |
| 내야수   | 13 롤란도 아코스타 · 27 이반 벨라제틴 · 7 멕스웰 레온 · 2 폴 레온 · 44 카를로스 리베라 · 36 카를로스 산체스 · 39 헤수스 발렌주엘라 |
| 외야수   | 45 루밴 아그라몬 · 61 라울 로드리게스 · 5 크리스티앙 자주에타 |
| 지명타자 | 12 샤놀 아드리아나 |